# Dance Gavin Dance
Dance Gavin Dance ist eine US-amerikanische Post-Hardcore-Band, die 2005 in Sacramento, Kalifornien gegründet wurde.

## Geschichte

### Gründung bisDowntown Battle Mountain(2005–2007)
Dance Gavin Dance gründeten sich kurz nach der Auflösung der Band Farewell Unknown, in der der Gitarrist Will Swan, der Schlagzeuger Matt Mingus und der Bassist Eric Lodge seit 2003 zusammen spielten. Nachdem sich Jon Mess als Screamer und schließlich auch Jonny Craig als Sänger der Band angeschlossen hatten, letzterer trennte sich von seiner ehemaligen Band Ghost Runner On Third aufgrund persönlicher Konflikte zwischen den Mitgliedern, begann die Band ihre erste EP Whatever I Say Is Royal Ocean in den Deathbot Studios in Sacramento aufzunehmen. Die EP erschien im Jahr 2006. Im selben Jahr unterschrieb die Band einen Vertrag mit dem Plattenlabel Rise Records, welches ihre EP kurz darauf wiederveröffentlichte.
2007 konnte die Band ihre ersten größeren Erfolge verbuchen. Ihr erstes Studioalbum Downtown Battle Mountain bescherte ihnen überwiegend positive Kritik innerhalb der alternativen Musikszene. Gelobt wurde die Gitarrenarbeit von Will Swan und Sean O’Sullivan sowie das Zusammenspiel des Duos Jonny Craig / Jon Mess. Kurz darauf gingen sie mit Alesana, A Day to Remember und Pierce the Veil auf Tour. Noch im selben Jahr verließen Sean O’Sullivan und Jonny Craig die Band. In einem Interview gab die Band an, dass es starke Spannungen und Konflikte zwischen Craig und den übrigen Bandmitgliedern gegeben haben soll. Sean O’Sullivan wurde durch ihren Merchandiseverkäufer Zachary Garren ersetzt.

### Neuer Sänger und selbstbetiteltes Album (2008–2009)
Kurz nach dem Ausstieg von Jonny Craig begann die Band damit, durch Vorsingen nach einem neuen Sänger zu suchen. Nic Newsham, der ehemalige Sänger von Gatsbys American Dream, wurde als Sänger abgelehnt, trat aber im Song „Uneasy Hearts Weigh The Most“ vom kommenden Album als Gastsänger auf. Schließlich fanden Dance Gavin Dance in Kurt Travis, dem ehemaligen Sänger von Five Minute Ride, einen neuen Frontmann.
In dieser Besetzung gingen sie im Frühjahr 2008 ins Studio um ihr zweites Album aufzunehmen. Es erschien im August desselben Jahres und wurde erneut überwiegend positiv aufgenommen. Nachdem die Aufnahmen abgeschlossen waren, verlor die Band zwei weitere Mitglieder, diesmal Jon Mess und Eric Lodge. Mess litt zu der Zeit an der Lyme-Borreliose und war vom Touralltag überfordert. Lodge folgte, da beide sehr gute Freunde sind. Will Swan und Matt Mingus verblieben somit als einzige Gründungsmitglieder.
Swan übernahm von nun an die Screams und Jason Ellis, ein guter Freund von Kurt Travis, füllte die Lücke am Bass. Ende 2008 erschien das erste Musikvideo der Band zu dem Song Me and Zoloft Get Along Just Fine. Regie führte Robby Starbuck, der für viele weitere Musikvideos der alternativen Musikszene verantwortlich ist.

### Happinessund weitere Besetzungswechsel (2009–2010)
Im Februar 2009 begann die Band mit den Aufnahmen ihres dritten Albums. Auf diesem Album experimentierte die Band mit den verschiedensten Genres, was unterschiedliche Reaktionen hervorrief. Jason Ellis verließ die Band nach den Aufnahmen und wurde durch Tim Feerick, einem weiteren Freund von Kurt Travis ersetzt.
Nach dem Erscheinen des Albums wurde ein Musikvideo zu dem Song „Tree Village“ veröffentlicht, anschließend ging die Band unter anderem mit Emarosa, Of Mice & Men und Closure In Moscow auf Tour. Anfang 2010 wurde Zachary Garren aufgrund von persönlichen Konflikten aus der Band geworfen. Daniel Snook, ein Freund von Tim Feerick, übernahm kurzzeitig die Position für eine Tour, verließ aber anschließend zusammen mit Feerick die Band. Für Snook und Feerick sprangen wiederum Josh Benton und Tony Marks, zwei weitere Freunde Travis’, ein.

### Downtown Battle Mountain II(2010–2011)
Mitte 2010 wurde publik, dass sowohl Jon Mess als auch Eric Lodge in die Band zurückgekehrt sind. Im August desselben Jahres folgte dann der Rauswurf des Sängers Kurt Travis und die überraschende Rückkehr des vorherigen Sängers Jonny Craig. Jon Mess sagte über die Rückkehr Jahre später, dass die Band sich wahrscheinlich aufgelöst hätte, hätte sich Craig nicht erneut der Band angeschlossen.
Mit beinahe allen Gründungsmitgliedern bis auf Sean O' Sullivan, dessen Posten weiterhin von Josh Benton besetzt wurde, begann die Band mit den Aufnahmen ihres vierten Studioalbums, welches einen Nachfolger zum ersten Album darstellen sollte und daher Downtown Battle Mountain II getauft wurde. Das Album erschien im März 2011 und wurde vor allem von der Fangemeinde deutlich positiver aufgenommen als sein Vorgänger. Es folgten ausgedehnte Touren mit Iwrestledabearonce und In Fear And Faith, auf denen Bassist Eric Lodge aufgrund schulischer Verpflichtungen von Jordan McCoy vertreten wurde.

### Erneute Trennung von Craig, neuer Sänger undAcceptance Speech(2011–2013)
Trotz des Erfolgs, den Dance Gavin Dance mit ihrem neuen Material verbuchen konnten, häuften sich erneut Probleme mit Jonny Craig, der seit geraumer Zeit mit einer Heroinabhängigkeit zu kämpfen hatte. Angefangen bei den Anschuldigungen einiger Fans, denen zufolge Craig MacBooks im Wert zwischen 600 und 800 Dollar verkauft, sie aber nie losgeschickt hätte, über eine Festnahme aufgrund des Besitzes von Betäubungsmitteln, bis hin zu anonym veröffentlichten Fotos und Videos, auf denen er Heroin konsumiert.
Es folgte eine turbulente Zeit für die Band, aus der sie August 2012 nach Monaten ohne sichtbare Verbesserung von Craigs Zustand die Konsequenz zog, ihn erneut aus der Band zu werfen, nachdem er für sein Benehmen auf der All Stars Tour von Veranstaltern und Teilnehmern öffentlich beschimpft worden war und die Band dadurch mehr und mehr in schlechtes Licht gerückt wurde.
Als Ersatz wurde der ehemalige Tides-of-Man-Sänger Tilian Pearson gefunden, des Weiteren kehrte Tim Feerick zur Position am Bass zurück. In dieser Besetzung wurde das fünfte Album Acceptance Speech aufgenommen, das im Oktober 2013 erschien. An dem Werk wurden vor allem Pearsons Stimme und die Mischung unterschiedlicher Genres gelobt. Kritik wurde an der Produktion des Albums geübt, die zum ersten Mal Matt Malpass übernommen hatte. Die vier Vorgänger hatte jeweils Kris Crummett produziert.
Es erschienen Musikvideos zu den Songs Strawberry Swisher, Pt. 3 und Death of the Robot with Human Hair; letzteres nimmt Bezug auf die aufwändig gestalteten Albumcover der Band und wurde von John Howe produziert, der im Laufe der Zeit noch weitere Videos in diesem Stil kreierte. Im Dezember 2013 erschien zudem eine Box, die die ersten sechs Veröffentlichungen (inklusive der Whatever I Say Is Royal Ocean EP) auf Vinyl enthält.

### Instant Gratification(2014–2015)
Kurz nach den Aufnahmen zu Acceptance Speech hatte Josh Benton die Band verlassen, um sich auf seine Karriere als Musikproduzent zu konzentrieren.  Aric Garcia von Hail the Sun übernahm den Posten für die folgenden Tourneen mit Capture the Crown, Palisades und Secrets. Kurz darauf begann die Band mit den Aufnahmen für ihr nächstes Studioalbum. Da es zu dem Zeitpunkt keinen festen zweiten Gitarristen gab, steuerten für dieses Werk unter anderem Zachary Garren, Martin Bianchini von Secret Band und Aric Garcia ihre Aufnahmen bei.
Das nunmehr sechste Album erschien im April 2015, kurz nachdem das Musikvideo zu Stroke God, Millionaire veröffentlicht wurde, welches eine Fortsetzung zu Death of the Robot with Human Hair darstellt. Im Zuge des Albums folgte eine Tour zusammen mit Polyphia, Hail The Sun und Stolas. Des Weiteren feierte die Band in diesem Jahr ihr zehnjähriges Bestehen, weswegen sie mit allen Bands auf Tour ging, die ehemalige Mitglieder von Dance Gavin Dance beherbergten; das waren zu dem Zeitpunkt A Lot Like Birds (Kurt Travis), Slaves (Jonny Craig) und Strawberry Girls (Zachary Garren). Auf der Tour durften die ehemaligen Sänger Travis und Craig für ausgewählte Songs als Gäste auf der Bühne stehen.

### Tree City SessionsundMothership(2016–2017)
Im März 2016 wurde das Livealbum Tree City Sessions angekündigt, welches live eingespielte Aufnahmen von zwölf ausgewählten Songs ihrer Karriere enthält. Es wurde in ihrer Heimatstadt Sacramento aufgenommen und erschien im Mai 2016. Währenddessen begann die Band bereits mit den Aufnahmen für ihr siebtes Studioalbum, das noch 2016 erscheinen soll.
Im Juli desselben Jahres wurde das neue Album schließlich zusammen mit einer ausgedehnten Tour angekündigt. Es trägt den Titel Mothership und erschien im Oktober. Als Produzent fungierte erneut Kris Crummett. Während der Aufnahmen wurden unter anderem Zachary Garren, Martin Bianchini, Aric Garcia und Andrew Wells von Eidola eingeladen, um Aufnahmen beizusteuern. Neben einem vorab veröffentlichten Musikvideo zu Betrayed by the Game erschien ein weiteres, animiertes Video zu Young Robot, das die Vorgeschichte zu Death of the Robot with Human Hair erzählt. Ein drittes Musikvideo erschien im März 2017 zum Song Inspire The Liars.
Nach mehreren ausgedehnten Tourneen mit u. a. The Contortionist, Hail the Sun, CHON und Good Tiger, die die Band im November 2016 auch nach Europa führten, erschien Anfang Juni 2017 ein Cover des Bruno-Mars-Songs That's What I Like mit zugehörigem Musikvideo, welches aus Stock Footage besteht. Das Cover ist Teil der Kompilation Punk Goes Pop 7, die wiederum Teil der Punk Goes...-Serie ist, die seit 2000 von Fearless Records veröffentlicht wird. Noch im selben Monat erschien die Single Summertime Gladness ebenfalls mit Musikvideo. Die Single sollte den Start der Warped Tour markieren, auf der die Band den gesamten Sommer über auftrat. Im Dezember folgte eine besondere Tour, bei der die Band das komplette Album Mothership live spielte.

### Artificial Selectionund weitere Releases (2018–2019)
Im Oktober 2017 enthüllte die Band, dass die Aufnahmen zu ihrem achten Studioalbum begonnen hatten, der vorläufige Releasezeitpunkt wurde um den Sommer 2018 angesetzt. Kurz nach einer Europa-Tour mit Veil of Maya im März 2018 wurden Artwork und Titelliste des neuen Albums Artificial Selection veröffentlicht. Andrew Wells, Zachary Garren, Martin Bianchini und Louie Baltazar wurden als Gast-Gitarristen eingeladen, zudem wurde ein Feature des ehemaligen Sängers Kurt Travis auf dem Song Shelf Life bestätigt. Anfang April erschien das Musikvideo zur ersten Single Midnight Crusade. Regie führte Samuel Halleen, der bereits die Musikvideos zu Betrayed by the Game und Inspire the Liars produzierte. Weitere Musikvideos erschienen zu den Songs Care und Count Bassy. Das Album erschien am 8. Juni 2018. Erstmals in der Bandgeschichte wirkten mehrere Produzenten daran mit, die jeweils mit einzelnen Elementen des Gesamtwerks betraut waren. Während Kris Crummett die Produktion der Gitarren und des Schlagzeugs übernahm, arbeitete Dryw Owens an den Bassaufnahmen, sowie Erik Ron am Gesang. Will Swan wird als ausführender Produzent genannt.
Noch im April 2018 und damit vor der Veröffentlichung des neuen Albums absolvierte die Band eine Tour als Support von Underoath und in direktem Anschluss eine weitere mit I See Stars, die bis Ende Juni andauerte. Einen großen Auftritt hatte die Band auf dem letzten Rock on the Range-Festival, das mit über 100.000 Besuchern jährlich zu den bekanntesten Rock- und Metalfestivals in den USA zählte. Im November folgte eine weitere Tour mit Underoath, außerdem wurde ein weiteres animiertes Video zu Son Of Robot veröffentlicht, das die im Video zu Death Of The Robot With Human Hair begonnene Geschichte fortführt. Im Frühjahr 2019 ging die Band unter anderem mit Periphery und Don Broco auf Tour. Zudem erschien ein Cover des Third-Eye-Blind-Songs Semi-Charmed Life als Teil der Compilation Songs That Saved My Life von Hopeless Records. Die Einnahmen des Albums sollen an gemeinnützige Organisationen gehen, die sich um Suizidprävention oder Beratung bei psychischen Krisen kümmern.
Ende März 2019 erschien die Single Head Hunter mit zugehörigem Musikvideo. Kurz darauf machte Sänger Tilian Pearson via Twitter publik, dass eine geremasterte Version des 2013er Albums Acceptance Speech fertiggestellt ist und noch im selben Jahr erscheinen soll. Das Original wurde von Fans und Journalisten häufig für die Produktion Matt Malpass' kritisiert, den Remastering-Prozess für das neu betitelte Acceptance Speech 2.0 übernahm daher Stammproduzent Kris Crummett. Das Album erschien mit neuem Artwork am 30. August 2019. Darüber hinaus veröffentlichten Rise Records instrumentale Versionen der bisherigen Dance Gavin Dance-Alben im einmonatigen Abstand angefangen mit Artificial Selection Ende Mai 2019.
Am 13. April 2022 verstarb der Bassist Tim Feerick wenige Wochen vor dem Start einer Konzertreise mit Memphis May Fire.
Am 15. April 2024 gaben die Band, sowie Tilian Pearson, via Instagram die Trennung des Sängers von der Band bekannt.

## Stil
Dance Gavin Dance zeichnen sich durch kontinuierlichen Ausbau und Entwicklung ihres musikalischen Sortiments aus. Ursprünglich aus der Post-Hardcore-Szene stammend, kamen über die Jahre immer mehr Einflüsse hinzu, so dass sich inzwischen Elemente des Screamo, Funk, Soul, Pop, Disco und Hip-Hop in ihrer Musik finden lassen. Hohe Beachtung erfuhren sowohl der Ex-Sänger Jonny Craig aufgrund der für das Genre unüblichen Soul-Einflüsse, die er in die Band brachte, als auch der Gitarrist Will Swan für die komplizierten, schnellen Licks und Riffs.
Weitere definierende Merkmale von Dance Gavin Dance sind das abwechslungsreiche und rhythmisch komplexe Spiel des Schlagzeugers Matthew Mingus und die Kombination von sauberem Gesang und Screaming der zwei Frontmänner.

## Bandmitglieder
Die Band ist bekannt für ihre häufigen Besetzungswechsel, vor allem unter den Sängern. Das Album Mothership stellt hierbei eine Besonderheit in der Geschichte der Band dar, da das gesamte Line-Up über zwei aufeinanderfolgende Alben konstant blieb, die beiden Sänger Pearson und Mess wirkten sogar auf dreien mit.
Gegenwärtig besteht die Band aus den Sängern Tilian Pearson und Jon Mess, dem Gitarristen Will Swan und dem Drummer Matthew Mingus. Bassist Tim Feerick war bis zu seinem Tod im April 2022 Bandmitglied.

## Diskografie

### Studioalben
| Jahr | Titel Musiklabel                         | Höchstplatzierung, Gesamtwochen, AuszeichnungChartsChartplatzierungen (Jahr, Titel, Musiklabel, Platzierungen, Wochen, Auszeichnungen, Anmerkungen) | Anmerkungen                           |
| Jahr | Titel Musiklabel                         | US | Anmerkungen                           |
| ---- | ---------------------------------------- | --- | ------------------------------------- |
| 2007 | Downtown Battle Mountain Fontana North   | — | Erstveröffentlichung: 15. Mai 2007    |
| 2008 | Dance Gavin Dance Rise Records           | US172 (1 Wo.)US | Erstveröffentlichung: 19. August 2008 |
| 2009 | Happiness Rise Records                   | US143 (1 Wo.)US | Erstveröffentlichung: 9. Juni 2009    |
| 2011 | Downtown Battle Mountain II Rise Records | US82 (1 Wo.)US | Erstveröffentlichung: 8. März 2011    |
| 2013 | Acceptance Speech Rise Records           | US42 (1 Wo.)US | Erstveröffentlichung: 7. Oktober 2013 |
| 2015 | Instant Gratification Rise Records       | US32 (1 Wo.)US | Erstveröffentlichung: 15. April 2015  |
| 2016 | Mothership Rise Records                  | US13 (2 Wo.)US | Erstveröffentlichung: 7. Oktober 2016 |
| 2018 | Artificial Selection Rise Records        | US15 (2 Wo.)US | Erstveröffentlichung: 8. Juni 2018    |
| 2020 | Afterburner Rise Records                 | US14 (1 Wo.)US | Erstveröffentlichung: 24. April 2020  |
| 2022 | Jackpot Juicer Rise Records              | US8 (… Wo.)US | Erstveröffentlichung: 29. Juli 2022   |

### Livealben
| Jahr | Titel Musiklabel                    | Höchstplatzierung, Gesamtwochen, AuszeichnungChartsChartplatzierungen (Jahr, Titel, Musiklabel, Platzierungen, Wochen, Auszeichnungen, Anmerkungen) | Anmerkungen                             |
| Jahr | Titel Musiklabel                    | US | Anmerkungen                             |
| ---- | ----------------------------------- | --- | --------------------------------------- |
| 2010 | Live at Bamboozle 2010 Rise Records | — | Erstveröffentlichung: 18. Oktober 2010  |
| 2016 | Tree City Sessions Rise Records     | US137 (1 Wo.)US | Erstveröffentlichung: 13. Mai 2016      |
| 2020 | Tree City Sessions 2 Rise Records   | — | Erstveröffentlichung: 25. Dezember 2020 |

### EPs
- 2006: Whatever I Say Is Royal Ocean (Rise Records)
- 2022: Cream of the Crop

### Singles
- 2011: People You Knew
- 2014: Pussy Vultures
- 2015: On the Run
- 2015: We Own the Night (US: Gold)
- 2016: Alex English (Tree City Sessions)
- 2016: Lemon Meringue Tie (Tree City Sessions)
- 2016: Chucky vs. The Giant Tortoise
- 2016: Betrayed by the Game
- 2017: Summertime Gladness
- 2018: Midnight Crusade
- 2018: Son of Robot
- 2018: Care
- 2018: Semi-Charged Life
- 2019: Head Hunter
- 2019: Story of My Bros (Acoustic)
- 2019: Blood Wolf
- 2020: Prisoner
- 2020: Strawberry’s Wake
- 2020: Lyrics Lie
- 2020: Three Wishes
- 2022: Sysnergy (feat. Rob Damiani)
- 2022: Pop Off!
- 2022: Die Another Day
- 2023: The Ghost of Billy Royalton

## Auszeichnungen für Musikverkäufe
Anmerkung: Auszeichnungen in Ländern aus den Charttabellen bzw. Chartboxen sind in ebendiesen zu finden.
| Land/RegionAuszeichnungen für Musikverkäufe (Land/Region, Auszeichnungen, Verkäufe, Quellen) | Gold  | Platin | Verkäufe | Quellen  |
| -------------------------------------------------------------------------------------------- | ----- | ------ | -------- | -------- |
| Vereinigte Staaten (RIAA)                                                                    | Gold1 | —      | 500.000  | riaa.com |
| Insgesamt                                                                                    | Gold1 | —      |          |          |